# Muhammad Ahmad Farid al-Tihami
Muḥammad Aḥmad Farīd al-Tihāmī (in arabo محمد فريد التهامي‎?; 1947 – 22 luglio 2024) è stato un generale egiziano, ricordato quale responsabile dell'Apparato d'informazioni generali (Jihāz al-mukhābarāt al-ʿāmma), il più potente dei servizi segreti dell'Egitto, dal 2013 al dicembre 2014..

## Biografia
Nel 1967, a 19 anni, si diplomò presso l'Accademia Militare Egiziana del Cairo. Frequentò vari corsi di formazione tra cui il Comando Generale e lo Staff Course. Durante la sua carriera militare ricoprì posizioni di leadership nella fanteria e nella fanteria meccanizzata, successivamente divenne comandante di una formazione tattica e fu nominato Direttore Generale dell'Intelligence militare (Mukhābarāt al-ḥarbiyya) e del Reparto militare di ricognizione (DIM), del Ministero della Difesa (MoD).
Fu da molti descritto come il mentore del Presidente egiziano ʿAbd al-Fattāḥ al-Sīsī.
Nel 2004, l'allora presidente Mubārak lo nominò capo dell'Autorità per la Sorveglianza amministrativa, un ente pubblico istituito nel 1964, specializzato nella lotta alla corruzione. Nel settembre 2012 il presidente Morsi lo licenziò a seguito di segnalazioni riguardanti un suo presunto coinvolgimento nell'occultamento di prove contro Mubārak.
Dopo il colpo di Stato egiziano del 2013, il 4 luglio 2013 al-Tihāmī fu chiamato a ricoprire l'incarico di Direttore dell'Apparato d'Informazioni Generali, noto come "una delle posizioni più potenti in Egitto", andando a sostituire Muhammad Rifa'at Shenata.
Almeno un critico, Hossam Bahgat, lamentò che le accuse di corruzione contro al-Tihāmī sarebbero scomparse a seguito del colpo di Stato. Secondo il giornalista David Kirkpatrick, i critici lo descrissero come un avversario influente di qualsiasi riconciliazione con la Fratellanza Musulmana e gli islamisti, vedendo il suo ritorno come il segnale di un definitivo "restauro" del vecchio ordine pre-rivoluzionario in Egitto.
Il 21 dicembre 2014 venne sollevato dal suo incarico ufficialmente "per motivi di salute", nello specifico "una protesi all'anca", e sostituito provvisoriamente dal suo vice Khaled Fawzi.